# Elecciones federales de México de 2000 en Quintana Roo
Las elecciones federales de México de 2000 en Quintana Roo, denominadas oficialmente como Proceso Electoral Federal 1999 - 2000, se llevaron a cabo el domingo 2 de julio de 2000 siendo estas las últimas del siglo XX y del II milenio, y en ellas fueron elegidos a nivel federal:
- Presidente de la República. Jefe de Estado y de Gobierno electo para un periodo de seis años no reelegibles en ningún caso, y que comienza su gobierno el 1 de diciembre de 2000.
- 3 senadores. Miembros de la cámara alta del Congreso de la Unión, 3 por el estado de Quintana Roo, electos de manera directa, adicionalmente, los votos por representación proporcional afectan a la elección de 32 senadores por una lista nacional, todos por un periodo de seis años que comenzó el 1 de septiembre de 2000.
- 2 diputados federales. Miembros de la cámara baja del Congreso de la Unión, 2 elegidos por el principio de mayoría relativa en distritos uninominales, adicionalmente, los votos por representación proporcional afectan a la elección de 40 diputados electos por el principio de representación proporcional en la tercera circunscripción, todos por un periodo de tres años, que comenzó el 1 de septiembre de 2000.

## Presidente de la República
|  | 46.22 % |

|  | 32.89 % |

|  | 17.63 % |

|  | 0.84 % |

|  | 0.32 % |

|  | 0.25 % |

|  | 98.15 % |

|  | 1.82 % |

|  | 0.02 % |

## Senado de la República

### Senadores electos
| Candidato                     | Partido | Partido                              | Principio       |
| ----------------------------- | ------- | ------------------------------------ | --------------- |
| Addy Cecilia Joaquín Coldwell |         | Partido Revolucionario Institucional | Primera Fórmula |
| Eduardo Ovando Martínez       |         | Partido Revolucionario Institucional | Segunda Fórmula |
| Wadi Amar Shabshab            |         | Partido Acción Nacional              | Primera Minoría |

### Votos por Mayoría Relativa
|  | 35.59 % |

|  | 33.49 % |

|  | 26.91 % |

|  | 0.81 % |

|  | 0.62 % |

|  | 0.43 % |

|  | 97.85 % |

|  | 2.12 % |

|  | 0.04 % |

### Votos por Representación Proporcional
|  | 35.41 % |

|  | 33.84 % |

|  | 26.73 % |

|  | 0.83 % |

|  | 0.62 % |

|  | 0.43 % |

|  | 97.86 % |

|  | 2.10 % |

|  | 0.04 % |

## Cámara de Diputados

### Diputados electos
| Distrito | Candidato                    | Partido | Partido                              | Principio        |
| -------- | ---------------------------- | ------- | ------------------------------------ | ---------------- |
| 1        | Juan Ignacio García Zalvidea |         | Partido Acción Nacional              | Mayoría relativa |
| 2        | Héctor Esquiliano Solís      |         | Partido Revolucionario Institucional | Mayoría relativa |

### Votos por Mayoría Relativa
|  | 40.20 % |

|  | 34.84 % |

|  | 20.46 % |

|  | 1.22 % |

|  | 0.57 % |

|  | 0.47 % |

|  | 97.76 % |

|  | 2.22 % |

|  | 0.01 % |

#### Distrito 1. Cancún
|  | 47.64 % |

|  | 28.53 % |

|  | 19.92 % |

|  | 1.12 % |

|  | 0.55 % |

|  | 0.41 % |

|  | 98.17 % |

|  | 1.81 % |

|  | 0.02 % |

#### Distrito 2. Chetumal
|  | 44.83 % |

|  | 28.41 % |

|  | 21.31 % |

|  | 1.39 % |

|  | 0.61 % |

|  | 0.57 % |

|  | 97.12 % |

|  | 2.87 % |

|  | 0.01 % |

### Votos por Representación Proporcional
|  | 40.30 % |

|  | 34.79 % |

|  | 20.41 % |

|  | 1.22 % |

|  | 0.57 % |

|  | 0.47 % |

|  | 97.77 % |

|  | 2.22 % |

|  | 0.01 % |